# Женская сборная Бразилии по регби-7
Женская сборная Бразилии по регби (порт. Seleção Brasileira de Rugby Sevens Feminino) — национальная сборная Бразилии, представляющая эту страну на соревнованиях по регби-7. Управление сборной осуществляет Бразильская конфедерация регби, а на Олимпийских играх — Олимпийский комитет Бразилии. Сборная участвует в турнирах, курируемых Регби Южной Америки.
Сборная Бразилии дважды выступала на Олимпийских играх: в 2016 году она выступала как хозяйка турнира в Рио-де-Жанейро, заняв 9-е место. В 2021 году сыграла в Токио, выиграв в 2019 году квалификационный турнир в Перу, однако там заняла только 11-е место. Бразильская сборная трижды выступала на чемпионатах мира с момента начала женских турниров (с 2009 года), однако высшим достижением её стало лишь 10-е место в 2009 году. По состоянию на 2021 год Бразилия также является «командой ядра» женской Мировой серии по регби-7.
На континентальном уровне сборная Бразилии является участницей чемпионата Южной Америки, причём с момента первого розыгрыша титула в 2004 году бразильянки не проиграли ни одного матча и остаются действующими чемпионами по настоящее время (единственный раз бразильянки не играли в 2015 году, отказавшись от турнира ради подготовки к домашней Олимпиаде). Также в активе женской сборной Бразилии есть две победы на Южноамериканских играх 2014 и 2018 годов и бронзовая медаль Панамериканских игр в Торонто 2015 года.

## Выступления

### Олимпийские игры
| Выступления на Олимпийских играх | Выступления на Олимпийских играх | Выступления на Олимпийских играх | Выступления на Олимпийских играх | Выступления на Олимпийских играх | Выступления на Олимпийских играх | Выступления на Олимпийских играх |
| Год                              | Раунд                            | Место                            | И                                | В                                | П                                | Н                                |
| -------------------------------- | -------------------------------- | -------------------------------- | -------------------------------- | -------------------------------- | -------------------------------- | -------------------------------- |
| 2016                             | Утешительный турнир              | 9-е место                        | 5                                | 3                                | 2                                | 0                                |
| 2020                             | Утешительный турнир              | 11-е место                       | 5                                | 1                                | 4                                | 0                                |
| Итого                            | Утешительный турнир              | 2/2                              | 10                               | 4                                | 6                                | 0                                |

### Чемпионаты мира
| 2009  | Финал Чаши                  | 10-е | 6  | 3 | 3 | 0 |
| 2013  | Четвертьфинал Чаши          | 13-е | 4  | 1 | 3 | 0 |
| 2018  | Четвертьфинал Трофея Вызова | 13-е | 4  | 2 | 2 | 0 |
| Итого | 0 побед                     | 3/3  | 14 | 6 | 8 | 0 |

### Панамериканские игры
| 2015  | Матч за 3-е место | 3   | 6  | 4 | 2 | 0 |
| 2019  | Матч за 3-е место | 4-е | 5  | 2 | 3 | 0 |
| Итого | 0 побед           | 2/2 | 11 | 6 | 5 | 0 |

## Текущий состав
Заявка на летние Олимпийские игры 2020. Главный тренер — Уильям Бродерик.
| Номер | Игрок             | Дата рождения   | Клуб                  |
| 1     | Мариана Николау   | 16 ноября 1997  | Сан-Жозе              |
| 2     | Луиза Кампуш      | 30 июля 1990    | Чарруа                |
| 3     | Рафаэла Занелатто | 25 ноября 1999  | Куритиба              |
| 4     | Лейла Силва       | 23 октября 1996 | Леоаш                 |
| 5     | Талия Кошта       | 30 мая 1997     | Дельта                |
| 6     | Изадора Серулло   | 24 марта 1991   | Нитерой               |
| 7     | Алине Фуртаду     | 2 октября 1995  | Университет Сан-Паулу |
| 8     | Марина Фьораванти | 6 октября 1993  | Сарацины              |
| 9     | Алине Леме        | 9 августа 1992  | Мелина                |
| 10    | Ракель Кошан      | 6 октября 1992  | Чарруа                |
| 11    | Бьянка Силва      | 22 июля 1998    | Леоаш                 |
| 12    | Талита Кошта      | 30 мая 1997     | Дельта                |
| 13    | Эшлин Коимбра     | 18 августа 2000 | Гуанабара             |